# UCI ProTour
UCI ProTour var en serie tävlingar som anordnades av Internationella cykelunionen (UCI). Deltagarna utgjordes av ett antal ProTour-lag som var tvungna att delta i varje deltävling. Systemet startade 2005 och ersatte den tidigare UCI World Cup. Konflikter mellan å ena sidan tävlingsarrangörer och deltagande stall och å andra sidan UCI ledde till en splittring 2008, vilket medförde att ProTour 2009–2010 delvis ersattes av UCI World Ranking, för att sedan ersättas helt av UCI WorldTour 2011.
ProTour-licens gavs till 18 lag kallade UCI ProTeams. I samband med ProTourens nedläggning gavs UCI ProTeams rättigheter och skyldigheter att deltaga i UCI WorldTour istället (förutsatt att de hade WorldTour-licens).

## Sammanbrottet
Införandet av ProTour ledde redan från början till konflikter mellan tävlingsarrangörerna och UCI eftersom utformningen begränsade arrangörernas möjligheter att påverka vilka lag som fick deltaga i deras tävlingar (vilket påverkade de nationella mediernas intresse och därmed i förlängningen tävlingssponsorernas intresse - även vissa lag var oönskade av vissa arrangörer eller nationer; speciellt Unibet, som sponsrades av ett online-spelbolag, vilket var förbjudet enligt fransk lag, och Astana, som hade flera "dopingincidenter"). 2008 hade missnöjet gått så långt att ASO förklarade att Paris-Nice skulle vara en "nationell tävling" helt utanför UCI:s kontroll. UCI uppmanade då alla stallen i ProTour att bojkotta Paris-Nice (och hotade med sex månaders avstängning för den som bröt mot uppmaningen), vilket ignorerades fullständigt, stängde sedan av det franska cykelförbundet efter att Tour de France skulle arrangeras under det franska förbundet i stället för under UCI, etcetera, och, efter att samtliga 18 ProTeam-stall hotat med att säga upp sina UCI-licenser efter säsongens slut för att i stället bilda en ny organisation tillsammans med de tre Grand Tour-arrangörerna, och UCI i sin tur hotat att stämma nio ProTeams, gick Internationella Olympiska Kommittén in som medlare mellan arrangörerna, stallen och UCI, vilket ledde till en kompromiss som åtminstone tillät fortsatt tävlande. Under säsongerna 2009 och 2010 arrangerade de tre Grand Tour-arrangörerna, ASO, RCS Sport och UniPublic, en egen "historisk kalender" som kom att innehålla de tre Grand Tours, fyra av de fem monumenten (ej Flandern runt) och andra endagarsklassiker, samt de klassiska etapploppen Paris-Nice och Tirreno-Adriatico, medan UCI fortsatte sin "rumphuggna" ProTour med resterna. UCI:s världsranking (som varit igång sedan 1984) omfattade dock båda kalendrarna och ställningen i denna vid säsongsslutet kom att utgöra en ersättning för motsvarande slutställning i ProTour. Parterna enades slutligen och den "historiska kalendern" slogs samman med UCI ProTour till den nya UCI WorldTour som startade 2011.

## Vinnare
UCI ProTour
| År   | Individuellt                                              | Stall            | Nation  |
| ---- | --------------------------------------------------------- | ---------------- | ------- |
| 2005 | Danilo Di Luca (ITA) · Liquigas–Bianchi                   | Team CSC         | Italien |
| 2006 | Alejandro Valverde (ESP) · Caisse d'Epargne–Illes Balears | Team CSC         | Spanien |
| 2007 | Cadel Evans (AUS) · Predictor–Lotto                       | Team CSC         | Spanien |
| 2008 | Alejandro Valverde (ESP) · Caisse d'Epargne               | Caisse d'Epargne | Spanien |

UCI World Ranking
Ställning vid säsonsslutet.
| År   | Individuellt                           | Stall          | Nation  |
| ---- | -------------------------------------- | -------------- | ------- |
| 2009 | Alberto Contador (ESP) · Astana        | Astana         | Spanien |
| 2010 | Joaquim Rodriguez (ESP) · Team Katusha | Team Saxo Bank | Spanien |

## Tävlingar
| Datum                                    | Tävling                                         | Land                  | Typ          | 2005 | 2006 | 2007 | 2008 | 2009 | 2010 |
| ---------------------------------------- | ----------------------------------------------- | --------------------- | ------------ | ---- | ---- | ---- | ---- | ---- | ---- |
| Januari                                  | Tour Down Under                                 | Australien            | Etapplopp    | o    | o    | o    | UCI  | UCI  | UCI  |
| Mars                                     | Paris-Nice                                      | Frankrike             | Etapplopp    | UCI  | UCI  | UCI  | H    | H    | H    |
| Mars                                     | Tirreno-Adriatico                               | Italien               | Etapplopp    | UCI  | UCI  | UCI  | H    | H    | H    |
| Mars                                     | Milano-Sanremo                                  | Italien               | Endagslopp   | UCI  | UCI  | UCI  | H    | H    | H    |
| April                                    | Flandern runt                                   | Belgien               | Endagslopp   | UCI  | UCI  | UCI  | UCI  | UCI  | UCI  |
| April                                    | Baskien runt                                    | Spanien               | Etapplopp    | UCI  | UCI  | UCI  | UCI  | UCI  | UCI  |
| Mars–april                               | Gent-Wevelgem                                   | Belgien               | Endagslopp   | UCI  | UCI  | UCI  | UCI  | UCI  | UCI  |
| April                                    | Paris-Roubaix                                   | Frankrike             | Endagslopp   | UCI  | UCI  | UCI  | H    | H    | H    |
| April                                    | Amstel Gold Race                                | Nederländerna         | Endagslopp   | UCI  | UCI  | UCI  | UCI  | UCI  | UCI  |
| April                                    | La Flèche Wallonne                              | Belgien               | Endagslopp   | UCI  | UCI  | UCI  | H    | H    | H    |
| April                                    | Liège-Bastogne-Liège                            | Belgien               | Endagslopp   | UCI  | UCI  | UCI  | H    | H    | H    |
| April–maj                                | Romandiet runt                                  | Schweiz               | Etapplopp    | UCI  | UCI  | UCI  | UCI  | UCI  | UCI  |
| Maj–juni                                 | Giro d'Italia                                   | Italien               | Etapplopp    | UCI  | UCI  | UCI  | H    | H    | H    |
| Maj (2005–2009) Mars (2010)              | Katalonien runt                                 | Spanien               | Etapplopp    | UCI  | UCI  | UCI  | UCI  | UCI  | UCI  |
| Juni                                     | Critérium du Dauphiné Libéré                    | Frankrike             | Etapplopp    | UCI  | UCI  | UCI  | UCI  | UCI  | UCI  |
| Juni                                     | Schweiz runt                                    | Schweiz               | Etapplopp    | UCI  | UCI  | UCI  | UCI  | UCI  | UCI  |
| Juni                                     | Eindhovens lagtempo                             | Nederländerna         | Lagtempolopp | UCI  | UCI  | UCI  | -    | -    | -    |
| Juli                                     | Tour de France                                  | Frankrike             | Etapplopp    | UCI  | UCI  | UCI  | H    | H    | H    |
| Juli (2005–06) Augusti-september (2007–) | Vattenfall Cyclassics (tidigare HEW Cyclassics) | Tyskland              | Endagslopp   | UCI  | UCI  | UCI  | UCI  | UCI  | UCI  |
| Augusti                                  | Tyskland runt                                   | Tyskland              | Etapplopp    | UCI  | UCI  | UCI  | UCI  | -    | -    |
| Augusti                                  | Clásica de San Sebastián                        | Spanien               | Endagslopp   | UCI  | UCI  | UCI  | UCI  | UCI  | UCI  |
| Augusti                                  | Eneco Tour                                      | Belgien Nederländerna | Etapplopp    | UCI  | UCI  | UCI  | UCI  | UCI  | UCI  |
| Augusti                                  | GP Ouest-France                                 | Frankrike             | Endagslopp   | UCI  | UCI  | UCI  | UCI  | UCI  | UCI  |
| Augusti–september                        | Vuelta a España                                 | Spanien               | Etapplopp    | UCI  | UCI  | UCI  | H    | H    | H    |
| September                                | Polen runt                                      | Polen                 | Etapplopp    | UCI  | UCI  | UCI  | UCI  | UCI  | UCI  |
| September                                | Grand Prix Cycliste de Québec                   | Kanada                | Endagslopp   | -    | -    | -    | -    | -    | UCI  |
| September                                | Grand Prix Cycliste de Montréal                 | Kanada                | Endagslopp   | -    | -    | -    | -    | -    | UCI  |
| Oktober                                  | Züri Metzgete                                   | Schweiz               | Endagslopp   | UCI  | UCI  | -    | -    | -    | -    |
| Oktober                                  | Paris-Tours                                     | Frankrike             | Endagslopp   | UCI  | UCI  | UCI  | H    | H    | H    |
| Oktober                                  | Giro di Lombardia                               | Italien               | Endagslopp   | UCI  | UCI  | UCI  | H    | H    | H    |

## Poängberäkning
| Plats      | Tour de France | Giro d’Italia, Vuelta a España | Cykelsportens fem monument, övriga etapplopp | Övriga endagslopp | Världsmästerskapen |
| Totalseger | Totalseger     | Totalseger                     | Totalseger                                   | Totalseger        | Totalseger         |
| ---------- | -------------- | ------------------------------ | -------------------------------------------- | ----------------- | ------------------ |
| 1.         | 100            | 85                             | 50                                           | 40                | (50)               |
| 2.         | 75             | 65                             | 40                                           | 30                | (40)               |
| 3.         | 60             | 50                             | 35                                           | 25                | (35)               |
| 4.         | 55             | 45                             | 30                                           | 20                |                    |
| 5.         | 50             | 40                             | 25                                           | 15                |                    |
| 6.         | 45             | 35                             | 20                                           | 11                |                    |
| 7.         | 40             | 30                             | 15                                           | 7                 |                    |
| 8.         | 35             | 26                             | 10                                           | 5                 |                    |
| 9.         | 30             | 22                             | 5                                            | 3                 |                    |
| 10.        | 25             | 19                             | 2                                            | 1                 |                    |
| 11.        | 20             | 16                             |                                              |                   |                    |
| 12.        | 15             | 13                             |                                              |                   |                    |
| 13.        | 12             | 11                             |                                              |                   |                    |
| 14.        | 10             | 9                              |                                              |                   |                    |
| 15.        | 8              | 7                              |                                              |                   |                    |
| 16.        | 6              | 5                              |                                              |                   |                    |
| 17.        | 5              | 4                              |                                              |                   |                    |
| 18.        | 4              | 3                              |                                              |                   |                    |
| 19.        | 3              | 2                              |                                              |                   |                    |
| 20.        | 2              | 1                              |                                              |                   |                    |
| Etappseger |                |                                |                                              |                   |                    |
| 1.         | 10             | 8                              | 3                                            |                   |                    |
| 2.         | 5              | 4                              | 2                                            |                   |                    |
| 3.         | 3              | 2                              | 1                                            |                   |                    |

Noter
Inga ProTour-poäng delades ut i VM 2006.